# Dieselstraße (Hannover)
Die Dieselstraße (diːzəlʃtʁasə) in Hannover führt von der Harenberger Straße zum Eichenbrink und ist ein historischer Verkehrsweg des alten Dorfes Limmer.

## Geschichte und Beschreibung
Im Zuge der Industrialisierung hatten sich in Limmer bereits vor der Gründerzeit des Deutschen Kaiserreichs mehr und mehr Betriebe angesiedelt. In der Folge stieg auch die Bevölkerungszahl an und damit der Bedarf an Wohnraum. So wurde schließlich über das Grundstück des aus Bassum stammenden Dampfziegelei-Besitzers Rudolf Wessel (1825–1879) eine Straße neu abgesteckt, um hier die erste reine Wohnsiedlung Limmers zu errichten. Dabei entstand ein – heute denkmalgeschütztes – Bauwerksensemble mit meist giebelständigen eingeschossigen Häusern und kleinen Höfen mit den dazugehörigen kleinen Anbauten wie Aborten und Kleintier-Ställen. Die Gruppe mit den Hausnummern 3, 4, 5, 6, 7, 9 und 11 gelten heute als frühes Dokument sowohl des Arbeiterwohnungsbaus als auch des gesellschaftlichen Umbruches in Limmer.
Bereits vor 1901 war die Straße nach dem Ziegeleibesitzer zunächst Wesselstraße benannt worden, bevor sie 1909 in Rudolfstraße umbenannt wurde.
Zur Zeit des Nationalsozialismus wurde die Straße 1938 erneut umbenannt. Seitdem erinnert sie an den Erfinder des Dieselmotors, den Ingenieur Rudolf Diesel.

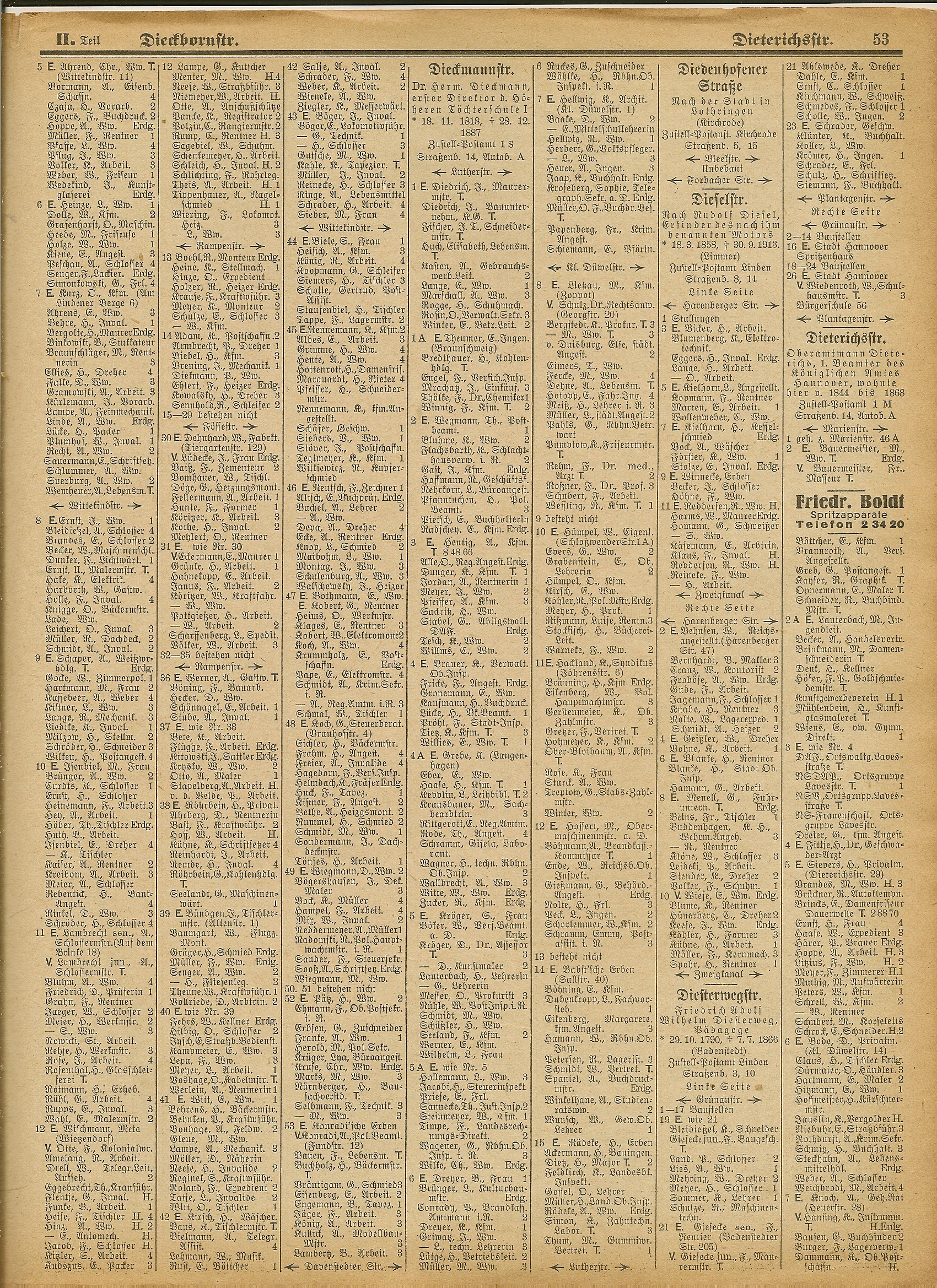
Seite aus dem Adressbuch Hannover von 1942 mit den Eigentümern und Haushaltsvorständen in der damaligen Dieselstraße
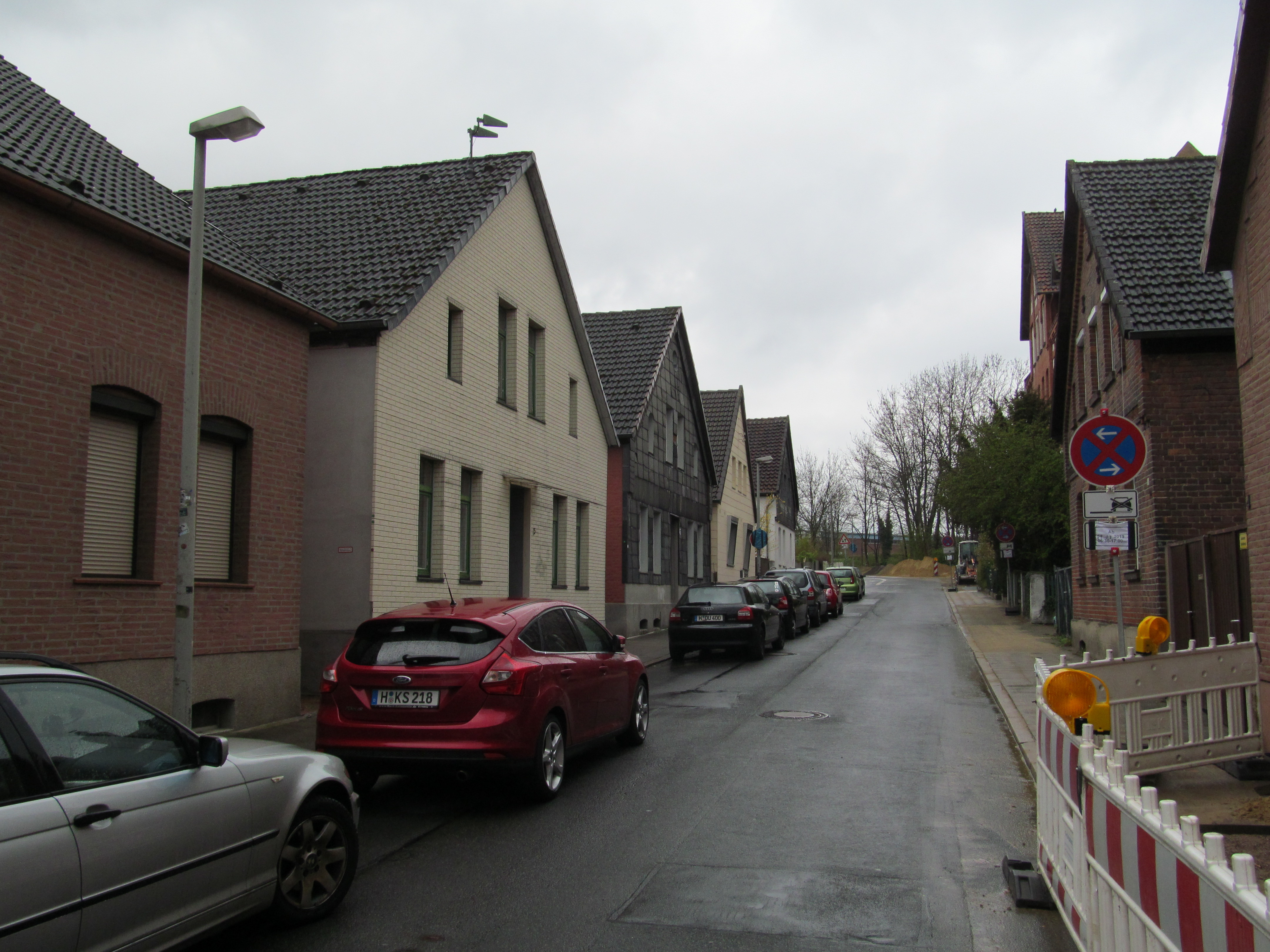
Blick in die Dieselstraße